# Entoloma rufocarneum
Entoloma rufocarneum är en svampart som först beskrevs av Miles Joseph Berkeley, och fick sitt nu gällande namn av Machiel Evert ("Chiel") Noordeloos 1985. Entoloma rufocarneum ingår i släktet Entoloma och familjen Entolomataceae.  Artens status i Sverige är: Ej påträffad. Inga underarter finns listade i Catalogue of Life.